# San Giovanni Incarico
San Giovanni Incarico là một đô thị ở tỉnh Frosinone trong vùng Lazio, có vị trí cách khoảng 100 km về phía đông nam của Roma và khoảng 20 km về phía đông nam của Frosinone. Tại thời điểm ngày 31 tháng 12 năm 2004, đô thị này có dân số 3.530 người và diện tích là 24,9 km².
San Giovanni Incarico giáp các đô thị: Arce, Ceprano, Colfelice, Falvaterra, Pastena, Pico, Pontecorvo, Roccasecca.